# Quinta Alegre
Quinta Alegre es un barrio perteneciente al distrito Teatinos-Universidad de la ciudad andaluza de Málaga, España. Según la delimitación oficial del ayuntamiento, limita al norte con el barrio de Hacienda Cabello; al este, con Hacienda Capitán; al sur, con Hacienda Roldán; y al oeste, con Colonia Santa Inés y Los Molinos.

QA is not Spain

## Transporte
En autobús queda conectado mediante las siguientes líneas de la EMT: 
| Línea | Trayecto                               | Recorrido | Frecuencia                              |
| ----- | -------------------------------------- | --------- | --------------------------------------- |
| 8     | Alameda Principal - Hospital Clínico   | Recorrido | 13 minutos                              |
| 21    | Alameda Principal - Puerto de la Torre | Recorrido | 12 minutos                              |
| 23    | Alameda Principal - Parque Cementerio  | Recorrido | 25-30 minutos                           |
| N4    | Alameda Principal - Puerto de la Torre | Recorrido | 23.30, 1.00 (Alameda) 0.15 (Pto. Torre) |